# Macrolejeunea lancifolia
Macrolejeunea lancifolia là một loài Rêu trong họ Lejeuneaceae. Loài này được (Stephani) Herzog mô tả khoa học đầu tiên năm 1951.